# Campionato mondiale di hockey su ghiaccio Under-20 2003
Il 27º Campionato mondiale di hockey su ghiaccio U-20 è stato assegnato dall'International Ice Hockey Federation al Canada, che lo ha ospitato nelle città di Halifax e Sydney nel periodo tra il 26 dicembre 2002 e il 5 gennaio 2003. Questa è la quinta volta che il torneo viene ospitato nel paese dopo i campionati del 1978, del 1986, del 1991, del 1995 e del 1999. Nella finale la Russia ha sconfitto i padroni di casa del Canada per 3-2 e si sono aggiudicati per la terza volta il titolo mondiale, mentre nella finale per la medaglia di bronzo la Finlandia ha sconfitto gli Stati Uniti per 3-2.

## Campionato di gruppo A

### Stadi
- L'Halifax Metro Centre di Halifax è un centro polifunzionale che ospita le gare interne degli Halifax Mooseheads della Quebec Major Junior Hockey League, oltre a numerosi concerti musicali. Durante gli incontri di hockey ha una capienza di 10.595 posti.
- Il Centre 200 di Sydney è un'arena coperta dedicata all'hockey su ghiaccio, sede delle gare interne dei Cape Breton Screaming Eagles, squadra della QMJHL. Inaugurato nel 1987 esso può contenere 4.881 spettatori.

### Partecipanti
Al torneo prendono parte 10 squadre:
| 8 dall'Europa     | Bielorussia | Finlandia   | Germania | Rep. Ceca |
| 8 dall'Europa     | Russia      | Slovacchia  | Svezia   | Svizzera  |
| 2 dal Nordamerica | Canada      | Stati Uniti |          |           |

### Gironi preliminari
Le dieci squadre partecipanti sono state divise in due gironi da 5 cinque squadre ciascuno: le compagini che si classificano al primo posto nel rispettivo girone si qualificano direttamente alle semifinali. La seconda e la terza classifica di ciascun raggruppamento disputano invece i quarti di finale. La quarta e la quinta giocano infine un ulteriore girone al termine del quale le ultime due classificate vengono retrocesse in Prima Divisione.

#### Girone A
| Sydney 26 dicembre 2002, ore 14:00 UTC-4 | Bielorussia | 2 – 4 (1-2; 1-0; 0-2) | Svizzera | Centre 200 (1.951 spett.) |

| Sydney 26 dicembre 2002, ore 18:00 UTC-4 | Stati Uniti | 1 – 5 (0-2; 1-2; 0-1) | Russia | Centre 200 (4.950 spett.) |

| Sydney 27 dicembre 2002, ore 20:00 UTC-4 | Slovacchia | 11 – 1 (3-1; 4-0; 4-0) | Bielorussia | Centre 200 (2.548 spett.) |

| Sydney 28 dicembre 2002, ore 16:00 UTC-4 | Svizzera | 1 – 3 (1-0; 0-2; 0-1) | Stati Uniti | Centre 200 (2.331 spett.) |

| Sydney 28 dicembre 2002, ore 20:00 UTC-4 | Russia | 4 – 0 (1-0; 1-0; 2-0) | Slovacchia | Centre 200 (3.213 spett.) |

| Sydney 29 dicembre 2002, ore 18:00 UTC-4 | Bielorussia | 1 – 5 (0-2; 1-2; 0-1) | Russia | Centre 200 (2.231 spett.) |

| Sydney 30 dicembre 2002, ore 14:00 UTC-4 | Stati Uniti | 8 – 2 (4-0; 3-1; 1-1) | Bielorussia | Centre 200 (2.213 spett.) |

| Sydney 30 dicembre 2002, ore 18:00 UTC-4 | Svizzera | 0 – 3 (0-1; 0-2; 0-0) | Slovacchia | Centre 200 (2.069 spett.) |

| Sydney 31 dicembre 2002, ore 14:00 UTC-4 | Slovacchia | 1 – 3 (1-0; 0-2; 0-1) | Stati Uniti | Centre 200 (2.238 spett.) |

| Sydney 31 dicembre 2002, ore 18:00 UTC-4 | Russia | 7 – 5 (2-1; 3-2; 2-2) | Svizzera | Centre 200 (2.249 spett.) |

| Pos. |             | PG | V | N | P | GF | GS | DR  | Pt | Accede a             |
| 1.   | Russia      | 4  | 4 | 0 | 0 | 21 | 7  | +14 | 8  | Semifinali           |
| 2.   | Stati Uniti | 4  | 3 | 0 | 1 | 15 | 9  | +6  | 6  | Quarti di finale     |
| 3.   | Slovacchia  | 4  | 2 | 0 | 2 | 15 | 8  | +7  | 4  | Quarti di finale     |
| 4.   | Svizzera    | 4  | 1 | 0 | 3 | 10 | 15 | -5  | 2  | Girone Retrocessione |
| 5.   | Bielorussia | 4  | 0 | 0 | 4 | 6  | 28 | -22 | 0  | Girone Retrocessione |

#### Girone B
| Halifax 26 dicembre 2002, ore 16:00 UTC-4 | Germania | 0 – 4 (0-2; 0-0; 0-2) | Finlandia | Halifax Metro Centre (8.923 spett.) |

| Halifax 26 dicembre 2002, ore 20:10 UTC-4 | Svezia | 2 – 8 (0-2; 2-2; 0-4) | Canada | Halifax Metro Centre (10.594 spett.) |

| Halifax 27 dicembre 2002, ore 19:00 UTC-4 | Rep. Ceca | 3 – 0 (0-0; 2-0; 1-0) | Germania | Halifax Metro Centre (9.562 spett.) |

| Halifax 28 dicembre 2002, ore 15:10 UTC-4 | Canada | 4 – 0 (1-0; 2-0; 1-0) | Rep. Ceca | Halifax Metro Centre (10.594 spett.) |

| Halifax 28 dicembre 2002, ore 20:00 UTC-4 | Finlandia | 3 – 2 (1-0; 1-2; 1-0) | Svezia | Halifax Metro Centre (10.089 spett.) |

| Halifax 29 dicembre 2002, ore 16:10 UTC-4 | Germania | 1 – 4 (1-0; 0-3; 0-1) | Canada | Halifax Metro Centre (10.594 spett.) |

| Halifax 30 dicembre 2002, ore 16:00 UTC-4 | Svezia | 7 – 2 (3-0; 3-1; 1-1) | Germania | Halifax Metro Centre (10.427 spett.) |

| Halifax 30 dicembre 2002, ore 20:00 UTC-4 | Finlandia | 2 – 2 (0-0; 1-1; 1-1) | Rep. Ceca | Halifax Metro Centre (10.462 spett.) |

| Halifax 31 dicembre 2002, ore 16:00 UTC-4 | Rep. Ceca | 3 – 1 (0-0; 1-1; 2-0) | Svezia | Halifax Metro Centre (10.416 spett.) |

| Halifax 31 dicembre 2002, ore 20:10 UTC-4 | Canada | 5 – 3 (1-1; 3-2; 1-0) | Finlandia | Halifax Metro Centre (10.594 spett.) |

| Pos. |           | PG | V | N | P | GF | GS | DR  | Pt | Accede a             |
| 1.   | Canada    | 4  | 4 | 0 | 0 | 21 | 6  | +15 | 8  | Semifinali           |
| 2.   | Finlandia | 4  | 2 | 1 | 1 | 12 | 9  | +3  | 5  | Quarti di finale     |
| 3.   | Rep. Ceca | 4  | 2 | 1 | 1 | 8  | 7  | +1  | 5  | Quarti di finale     |
| 4.   | Svezia    | 4  | 1 | 0 | 3 | 12 | 16 | -4  | 2  | Girone Retrocessione |
| 5.   | Germania  | 4  | 0 | 0 | 4 | 3  | 18 | -15 | 0  | Girone Retrocessione |

### Girone per non retrocedere
Le ultime due classificate di ogni raggruppamento si sfidano in un girone all'italiana di sola andata. Le prime due classificate guadagnano la permanenza nel Gruppo A, mentre le ultime vengono retrocesse in Prima Divisione. Le sfide tra squadre provenienti dallo stesso girone si disputano, ma tutte le squadre ereditano i punti e la differenza reti delle partite precedentemente giocate. Pertanto Svizzera e Svezia partono da 2 punti in virtù delle vittorie rispettivamente su Bielorussia e Germania.
| Halifax 2 gennaio 2003, ore 12:00 UTC-4 | Svizzera | 6 – 2 (2-0; 3-2; 1-0) | Germania | Halifax Metro Centre (10.111 spett.) |

| Halifax 3 gennaio 2003, ore 12:00 UTC-4 | Svezia | 5 – 4 (3-1; 0-2; 2-1) | Bielorussia | Halifax Metro Centre (10.083 spett.) |

| Halifax 4 gennaio 2003, ore 16:00 UTC-4 | Svezia | 3 – 5 (1-2; 1-2; 1-1) | Svizzera | Halifax Metro Centre (10.210 spett.) |

| Halifax 4 gennaio 2003, ore 20:00 UTC-4 | Germania | 4 – 0 (0-0; 2-0; 2-0) | Bielorussia | Halifax Metro Centre (10.208 spett.) |

| Pos. |             | PG | V | N | P | GF | GS | DR | Pt |
| 1.   | Svizzera    | 3  | 3 | 0 | 0 | 15 | 7  | +8 | 6  |
| 2.   | Svezia      | 3  | 2 | 0 | 1 | 15 | 11 | +4 | 4  |
| 3.   | Germania    | 3  | 1 | 0 | 2 | 8  | 13 | -5 | 2  |
| 4.   | Bielorussia | 3  | 0 | 0 | 3 | 6  | 13 | -7 | 0  |

### Fase ad eliminazione diretta
|  | Quarti di finale | Quarti di finale | Quarti di finale |  |  | Semifinali | Semifinali  | Semifinali |  |  | Finali          | Finali          | Finali          |
|  |                  |                  |                  |  |  |            |             |            |  |  |                 |                 |                 |
|  |                  |                  |                  |  |  | B1         | Canada      | 3          |  |  |                 |                 |                 |
|  | A2               | Stati Uniti      | 4                |  |  | A2         | Stati Uniti | 2          |  |  |                 |                 |                 |
|  | B3               | Rep. Ceca        | 3                |  |  |            |             |            |  |  | B1              | Canada          | 2               |
|  |                  |                  |                  |  |  |            |             |            |  |  | A1              | Russia          | 3               |
|  |                  |                  |                  |  |  | A1         | Russia      | 4          |  |  |                 |                 |                 |
|  | B2               | Finlandia        | 6                |  |  | B2         | Finlandia   | 1          |  |  | Finale 3° posto | Finale 3° posto | Finale 3° posto |
|  | A3               | Slovacchia       | 0                |  |  |            |             |            |  |  | A2              | Stati Uniti     | 2               |
|  |                  |                  |                  |  |  |            |             |            |  |  | B2              | Finlandia       | 3               |

#### Quarti di finale
| Halifax 2 gennaio 2003, ore 16:00 UTC-4 | Stati Uniti | 4 – 3 (2-0; 2-2; 0-1) | Rep. Ceca | Halifax Metro Centre (10.250 spett.) |

| Halifax 2 gennaio 2003, ore 20:10 UTC-4 | Finlandia | 6 – 0 (3-0; 3-0; 0-0) | Slovacchia | Halifax Metro Centre (10.162 spett.) |

#### Semifinali
| Halifax 3 gennaio 2003, ore 16:10 UTC-4 | Russia | 4 – 1 (1-1; 0-0; 3-0) | Finlandia | Halifax Metro Centre (10.527 spett.) |

| Halifax 3 gennaio 2003, ore 20:10 UTC-4 | Canada | 3 – 2 (1-1; 1-0; 1-1) | Stati Uniti | Halifax Metro Centre (10.594 spett.) |

#### Finale per il 5º posto
| Halifax 4 gennaio 2003, ore 12:00 UTC-4 | Rep. Ceca | 0 – 2 (0-1; 0-0; 0-1) | Slovacchia | Halifax Metro Centre (10.210 spett.) |

#### Finale per il 3º posto
| Halifax 5 gennaio 2003, ore 16:00 UTC-4 | Stati Uniti | 2 – 3 (0-2; 0-1; 2-0) | Finlandia | Halifax Metro Centre (10.306 spett.) |

#### Finale
| Halifax 5 gennaio 2003, ore 20:10 UTC-4 | Canada | 3 – 4 (1-1; 1-0; 0-2) | Russia | Halifax Metro Centre (10.594 spett.) |

### Classifica marcatori
Legenda: PG = Partite giocate, G = gol, A = assist, Pt = Punti, +/- = Plus/Minus, MP = Minuti di penalità
| Giocatore           | PG | G | A | Pt | +/− | MP |
| ------------------- | -- | - | - | -- | --- | -- |
| Patrik Bärtschi     | 6  | 6 | 4 | 10 | +1  | 0  |
| Igor' Grigorenko    | 6  | 6 | 4 | 10 | +4  | 10 |
| Jurij Trubačëv      | 6  | 3 | 7 | 10 | +9  | 2  |
| Tuomo Ruutu         | 7  | 2 | 8 | 10 | +6  | 6  |
| Carlo Colaiacovo    | 6  | 1 | 9 | 10 | -1  | 2  |
| Aleksandr Perežogin | 6  | 3 | 6 | 9  | +9  | 4  |
| Jussi Jokinen       | 7  | 6 | 2 | 8  | +4  | 2  |
| Zach Parise         | 7  | 4 | 4 | 8  | +2  | 4  |
| Aleksandr Polušin   | 6  | 2 | 6 | 8  | +9  | 4  |
| Andrej Taratuchin   | 6  | 2 | 6 | 8  | +7  | 8  |

### Classifica portieri
| Giocatore         | Min    | TC  | GS | SO | MGS  | Sv%   |
| ----------------- | ------ | --- | -- | -- | ---- | ----- |
| Robert Goepfert   | 338:05 | 159 | 10 | 0  | 1.77 | 93.71 |
| Peter Ševela      | 218:46 | 105 | 7  | 2  | 1.92 | 93.33 |
| Marc-André Fleury | 267:28 | 97  | 7  | 1  | 1.57 | 92.78 |
| Kari Lehtonen     | 356:40 | 168 | 13 | 2  | 2.19 | 92.26 |
| Andrej Medvedev   | 300:00 | 108 | 9  | 1  | 1.80 | 91.67 |

### Classifica finale
| Pos | Squadra     |
| --- | ----------- |
| 1   | Russia      |
| 2   | Canada      |
| 3   | Finlandia   |
| 4   | Stati Uniti |
| 5   | Slovacchia  |
| 6   | Rep. Ceca   |
| 7   | Svizzera    |
| 8   | Svezia      |
| 9   | Germania    |
| 10  | Bielorussia |

| Promosse nel Gruppo A:         | Ucraina  | Austria     |
| Retrocesse in Prima Divisione: | Germania | Bielorussia |

#### Riconoscimenti
Riconoscimenti individuali
| Premio                  | Giocatore         |
| ----------------------- | ----------------- |
| Miglior giocatore (MVP) | Marc-André Fleury |
| Miglior portiere        | Marc-André Fleury |
| Miglior difensore       | Joni Pitkänen     |
| Miglior attaccante      | Igor' Grigorenko  |

All-Star Team
| Attacco:  | Jurij Trubačëv - Igor' Grigorenko - Scottie Upshall |
| Difesa:   | Carlo Colaiacovo - Joni Pitkänen                    |
| Portiere: | Marc-André Fleury                                   |

## Prima Divisione
Il Campionato di Prima Divisione si è svolto in due gironi all'italiana. Il Gruppo A ha giocato ad Almaty, in Kazakistan, fra il 27 dicembre 2002 e il 2 gennaio 2003. Il Gruppo B ha giocato a Bled, in Slovenia, fra il 16 e il 22 dicembre 2002:

### Gruppo A
| Pos. |            | PG | V | N | P | GF | GS | DR  | Pt |
| 1.   | Ucraina    | 5  | 4 | 1 | 0 | 18 | 8  | +10 | 9  |
| 2.   | Giappone   | 5  | 4 | 0 | 1 | 24 | 10 | +14 | 8  |
| 3.   | Kazakistan | 5  | 3 | 1 | 1 | 25 | 12 | +13 | 7  |
| 4.   | Francia    | 5  | 2 | 0 | 3 | 17 | 13 | +4  | 4  |
| 5.   | Italia     | 5  | 1 | 0 | 4 | 11 | 16 | -5  | 2  |
| 6.   | Croazia    | 5  | 0 | 0 | 5 | 6  | 42 | -36 | 0  |

### Gruppo B
| Pos. |           | PG | V | N | P | GF | GS | DR  | Pt |
| 1.   | Austria   | 5  | 5 | 0 | 0 | 35 | 9  | +26 | 10 |
| 2.   | Slovenia  | 5  | 3 | 1 | 1 | 15 | 14 | +1  | 7  |
| 3.   | Norvegia  | 5  | 2 | 1 | 2 | 17 | 16 | +1  | 5  |
| 4.   | Lettonia  | 5  | 1 | 1 | 3 | 13 | 21 | -8  | 3  |
| 5.   | Danimarca | 5  | 1 | 1 | 3 | 18 | 19 | -1  | 3  |
| 6.   | Polonia   | 5  | 1 | 0 | 4 | 12 | 31 | -19 | 2  |

| Promosse nel Gruppo A:           | Ucraina | Austria |
| Retrocesse in Seconda Divisione: | Croazia | Polonia |

## Seconda Divisione
Il Campionato di Seconda Divisione si è svolto in due gironi all'italiana. Il Gruppo A ha giocato a Miercurea-Ciuc, in Romania, fra il 6 e il 12 gennaio 2003. Il Gruppo B ha giocato a Novi Sad, in Jugoslavia, fra il 28 dicembre 2002 e il 3 gennaio 2003:

### Gruppo A
| Pos. |             | PG | V | N | P | GF | GS | DR  | Pt |
| 1.   | Estonia     | 5  | 5 | 0 | 0 | 62 | 8  | +54 | 10 |
| 2.   | Regno Unito | 5  | 4 | 0 | 1 | 64 | 7  | +57 | 8  |
| 3.   | Romania     | 5  | 3 | 0 | 2 | 34 | 26 | +8  | 6  |
| 4.   | Lituania    | 5  | 2 | 0 | 3 | 21 | 31 | -10 | 4  |
| 5.   | Sudafrica   | 5  | 1 | 0 | 4 | 12 | 58 | -46 | 2  |
| 6.   | Bulgaria    | 5  | 0 | 0 | 5 | 5  | 68 | -63 | 0  |

### Gruppo B
| Pos. |             | PG | V | N | P | GF | GS | DR  | Pt |
| 1.   | Ungheria    | 5  | 5 | 0 | 0 | 47 | 14 | +33 | 10 |
| 2.   | Paesi Bassi | 5  | 4 | 0 | 1 | 34 | 13 | +21 | 8  |
| 3.   | Jugoslavia  | 5  | 3 | 0 | 2 | 27 | 22 | +5  | 6  |
| 4.   | Spagna      | 5  | 1 | 1 | 3 | 12 | 26 | -14 | 3  |
| 5.   | Islanda     | 5  | 1 | 1 | 3 | 19 | 43 | -24 | 3  |
| 6.   | Messico     | 5  | 0 | 0 | 5 | 4  | 25 | -21 | 0  |

| Promosse in Prima Divisione:   | Estonia  | Ungheria |
| Retrocesse in Terza Divisione: | Bulgaria | Messico  |

## Terza Divisione
Il Campionato di Terza Divisione si è svolto si è svolto in un unico girone all'italiana a İzmit, in Turchia, fra il 21 e il 26 gennaio 2003:
| Pos. |               | PG | V | N | P | GF | GS | DR  | Pt |
| 1.   | Corea del Sud | 4  | 4 | 0 | 0 | 37 | 5  | +32 | 8  |
| 2.   | Belgio        | 4  | 3 | 0 | 1 | 32 | 10 | +22 | 6  |
| 3.   | Turchia       | 4  | 2 | 0 | 2 | 26 | 16 | +10 | 4  |
| 4.   | Australia     | 4  | 1 | 0 | 3 | 8  | 25 | -17 | 2  |
| 5.   | Lussemburgo   | 4  | 0 | 0 | 4 | 1  | 48 | -47 | 0  |

| Promosse in Seconda Divisione:      | Corea del Sud | Belgio  |
| Retrocesse dalla Seconda Divisione: | Bulgaria      | Messico |